# Victor Jonsson
Victor Jonsson (...) è un giocatore di football americano svedese che gioca nel ruolo di defensive back per i Wasa Royals.
In precedenza ha giocato per i Borås Rhinos e per i Carlstad Crusaders.

## Palmarès
- 3 SM-Final (Carlstad Crusaders, 2015, 2016, 2017)